# 星室法庭

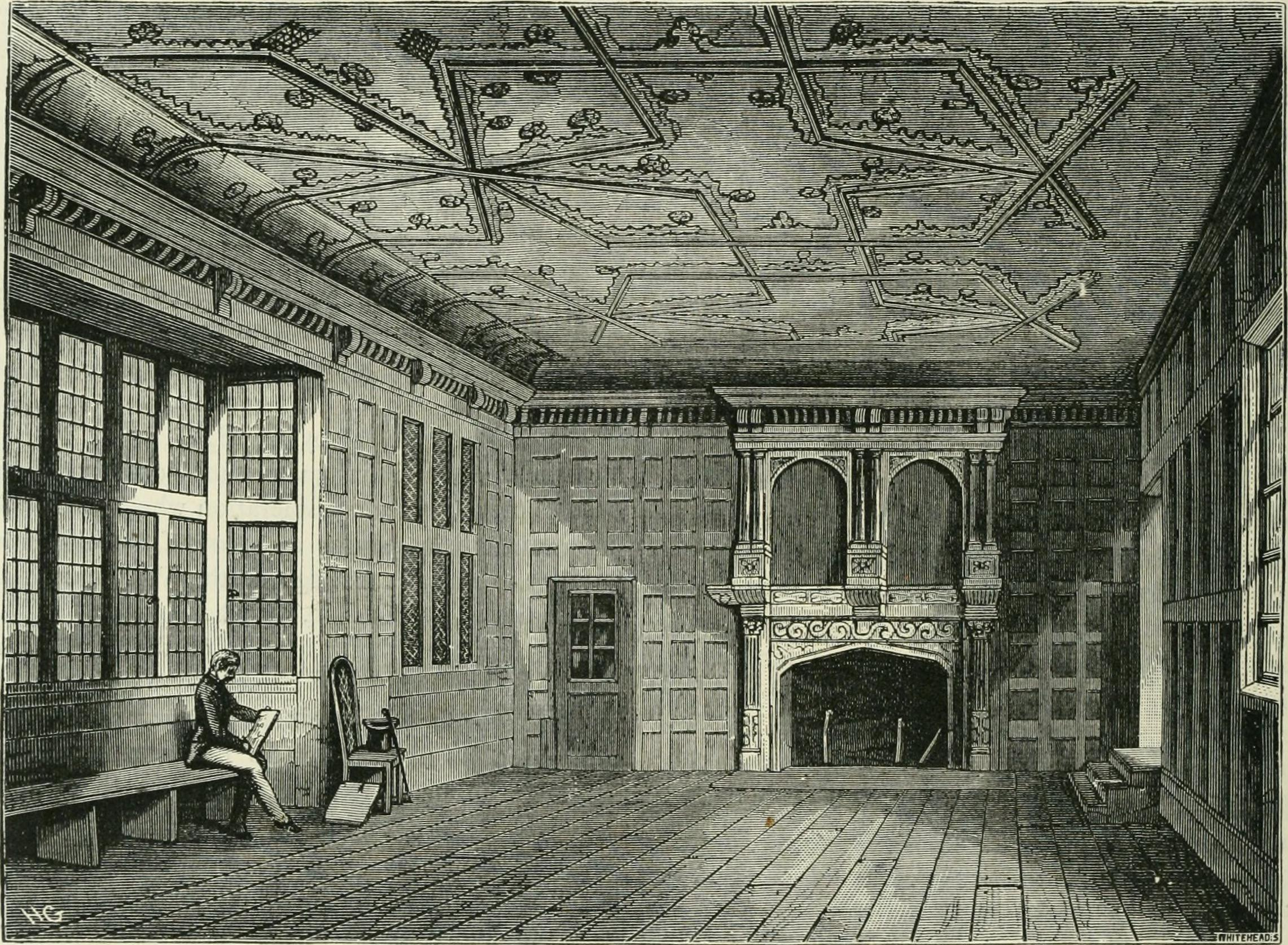
1873年出版的《舊與新倫敦》（Old and new London）中，1836年繪製的畫稿所描繪的星室法庭。

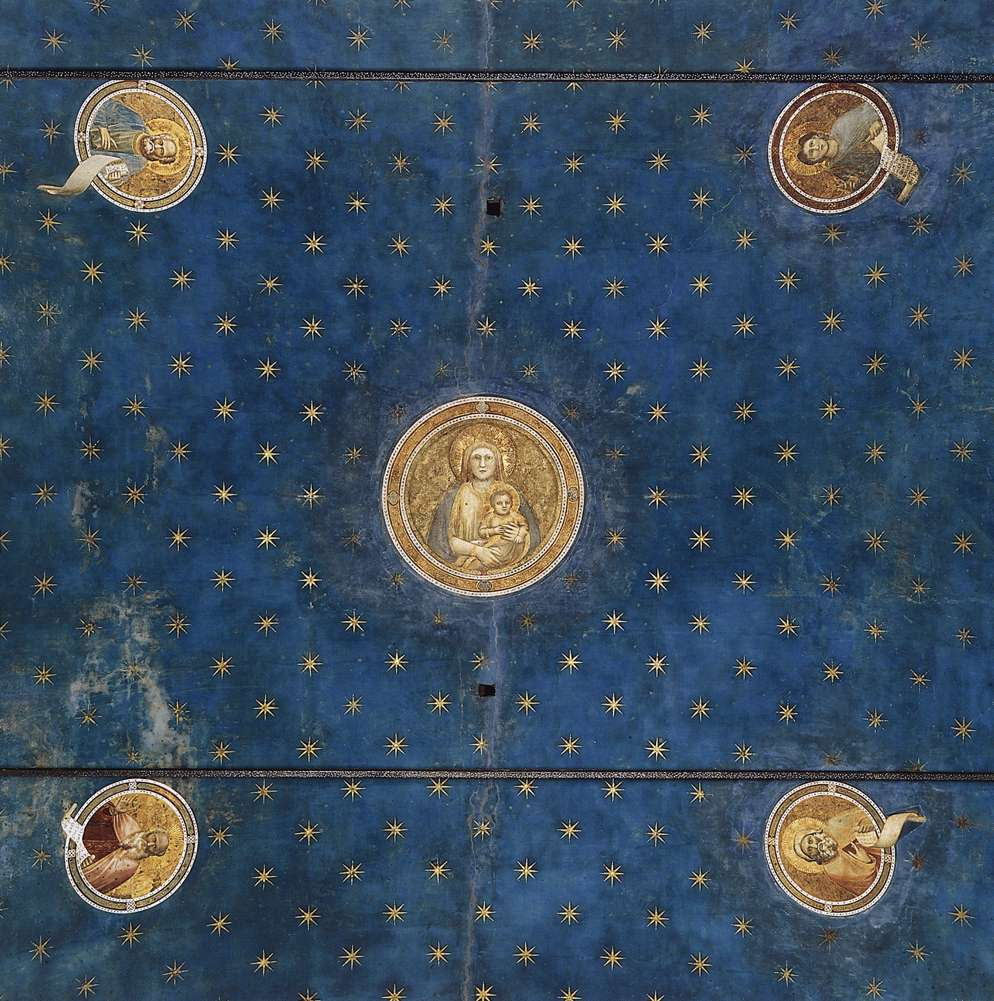
義大利帕多瓦，斯克羅威尼禮拜堂的星繪天花板，這是喬托·迪·邦多納的壁畫作品。

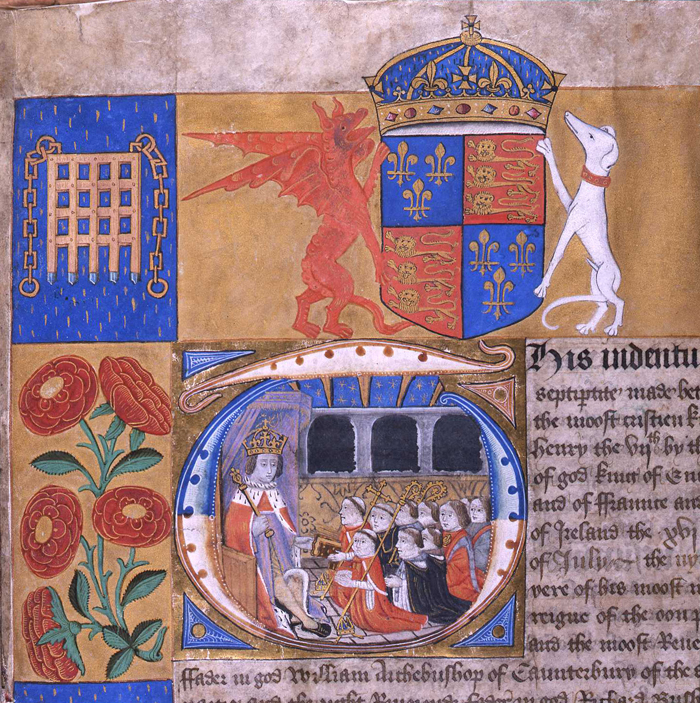
這份1504年的文稿， 顯示了亨利七世坐在星室法庭當中，並有大主教在旁，還有舊聖保羅座堂和西敏寺的神職人員，倫敦市長也有同場。

星室法庭（英語：Star Chamber）又稱星室法院，成立于1487年，由于位于西敏宮一个屋顶有星形装饰的大厅而得名，最初是由亨利七世创建的、平行于衡平法院的独立机构。创立之初为求制衡权贵阶层，被赋予了较大权力，都铎时代曾一度以高效与灵活度而广受好评，但也由于其权力不受约束而时常被用于政治目的。
伊丽莎白一世期间，出版控制的管辖权被移交给高级委员会与星室法庭；此后，于查理一世期间，由于对出版物的管制，星室法庭逐渐获得箝制言論自由之恶名。斯图亚特王朝时期，專門對付與君王唱反調的克爾文派清教徒，1641年7月英國內戰前夕，由长期议会通过法案予以取缔关闭。

## 規程
此法庭開審時，兩造無權聽審，聽證亦不須證人到場，而採用文字傳達，形同秘密審判。兩造並無一般普通法法庭所認可的權利，也無陪審團的建制，一切悉聽法官的心證。本法庭有各種刑罰及刑求的權力，但不包括死刑。

## 影響
此法庭與英國樞密院、英國高等法院等機構，构成英国史上君主專制最重要的國家機器，特别是在惩治出版商上一直充当急先锋的角色，美国新闻史学家埃默里稱“成为英国报纸出现前一长段历史中禁止自由发表意见的又一障碍”。英国许多新聞界先驱都受过这个机构的传讯、折磨或监禁。星室法庭也成为英国专制制度的象征。但是星室法庭对圈地运动的态度，则是始终从法律角度予以阻挡。

### 對美國憲制的影響
歷史上星室法庭的濫權，被參考為憲法第五修正案背後，防止自证其罪的原始主因。第五修正案中「強迫作證」的含義——即容許被告人「引用第五條」（plead the Fifth）而不自證有罪的條件——通常就是參照星室法庭的審訊方式而定。
如美國最高法院在判詞中描述：「星室法庭在某幾個世紀裡，象徵著對基本個人權利的無視。星室法庭是要求被告人，必須有法律顧問的陪同列席。被告人對於控訴書的回答，是只有法律顧問簽字的情況下，才會被採納。當法律顧問拒絕簽字，無論是出於何種理由， 被告人就會被認為是已經認罪」。